# Дунавски вилајет
Дунавски вилајет (тур. Tuna Vilayeti) је био вилајет Османског царства који је постојао од 1864. до 1878. године.
Вилајет је био формиран као последица административних реформи Османског царства из 1864. године, од северних делова Силистријске покрајине, дуж реке Дунава. 
Обухватао је већи део онога што је данас Бугарска (укључујући и Јужну Добруџу), изузев њених југоисточних делова, и део Румуније познат као Северна Добруџа. За главни град покрајине је изабран Русчук у данашњој Бугарској, због свог положаја као кључне османске луке на Дунаву.
Мидхат-паша је био први гувернер вилајета (1864–1868), а вилајет је имао управну скупштину која је укључивала државне службенике које је именовала османска влада, као и шест представника изабраних од стране становника покрајине, од којих су три представника била муслимани, а три немуслимани. Немуслимани су учествовали и у покрајинским кривичним и привредним судовима који су били засновани на секуларном кодексу закона и правде. Постоји и покушај увођења мешовитих муслиманско-хришћанских школа, али је ова реформа укинута након што је наишла на снажно противљење муслиманског становништва.
Покрајина је нестала након Руско-турског рата 1877–1878, када је његов североисточни део (Северна Добруџа) је припојен Румунији, неке од његових западних територија су припале Србији, док су централни и јужни регион чинили већину аутономних регија Кнежевине Бугарске и Источне Румелије.
Вилајет је био подељен на санџаке: 
- Русчук (Rusçuk)
- Софија (Sofya)
- Трново (Tırnova)
- Ниш
- Тулча (Tulça)
- Варна (Varna)
- Видински санџак (Vidin)[2]